# Бені-Меллаль
Бені-Меллаль (араб. بني ملال) — місто в Марокко, центр регіону Бені-Меллаль — Хеніфра. Розташоване в центрі країни біля підніжжя гори Тассеміт (2247 м). Населення за переписом 2014 року становить 192 676 осіб.

## Історія
Перші відомості про місто з'явилися ще у 1668 році, коли воно мало назву Ісмалі на честь Мулая Ісмаїла, другого правителя марокканської династії Алавітів, що побудував на цьому місці фортецю Тадла (наразі від неї зберіглися тільки залишки).
Мулаєм Ісмаїлом також була побудувана касба Рас аль-Айн, що розташована на околицях міста. Вважається, що ця касба була побудована з метою захисту сусідніх поселень та джерел води. Назва міста має берберське походження та буквально значить білі діти.

## Клімат
Бені-Меллал має спекотний степовий (семі-аридний) клімат (BSh) за Класифікацією кліматів Кеппена з дуже спекотним літом і помірно холодною зимою. Оскільки місто розташоване дещо вглибині континенту та захищене горами Середнього Атласу, клімату місцевості притаманне явище континентальності. Кількість опадів може сягати до 500 мм на рік, а взимку іноді випадає сніг.
| Клімат м. Бені-Мелалль         | Клімат м. Бені-Мелалль | Клімат м. Бені-Мелалль | Клімат м. Бені-Мелалль | Клімат м. Бені-Мелалль | Клімат м. Бені-Мелалль | Клімат м. Бені-Мелалль | Клімат м. Бені-Мелалль | Клімат м. Бені-Мелалль | Клімат м. Бені-Мелалль | Клімат м. Бені-Мелалль | Клімат м. Бені-Мелалль | Клімат м. Бені-Мелалль | Клімат м. Бені-Мелалль |
| Показник                       | Січ.                   | Лют.                   | Бер.                   | Квіт.                  | Трав.                  | Черв.                  | Лип.                   | Серп.                  | Вер.                   | Жовт.                  | Лист.                  | Груд.                  |                        |
| Середній максимум, °C          | 17,8                   | 19,6                   | 23,3                   | 24,6                   | 28,8                   | 34,2                   | 39,5                   | 40,8                   | 32,2                   | 28,1                   | 22,0                   | 18,9                   |                        |
| Середній мінімум, °C           | 3,3                    | 5,1                    | 7,8                    | 10,3                   | 13,5                   | 17,8                   | 24,2                   | 25,1                   | 18,0                   | 14,0                   | 8,6                    | 5,0                    |                        |
| ------------------------------ | ---------------------- | ---------------------- | ---------------------- | ---------------------- | ---------------------- | ---------------------- | ---------------------- | ---------------------- | ---------------------- | ---------------------- | ---------------------- | ---------------------- | ---------------------- |
| Джерело: BBC Weather (records) |                        |                        |                        |                        |                        |                        |                        |                        |                        |                        |                        |                        |                        |

## Транспорт
Бені-Меллаль має дорожне сполучення з найбільшим містом країни, Касабланкою та лежить на національній дорозі, що з'єднує міста Фес та Марракеш. У місті також функціонує аеропорт.